# Mytishchi (2018)
La Mytishchi (en ruso: Мытищи), con designación oficial romanizada RFS 567 «Mytishchi», es una corbeta lanzamisiles del Proyecto 22800, también conocida como clase Karakurt, siendo el primer buque de su clase.
Su nombre original era Uragan, la palabra rusa para huracán, pero después de su botadura, su nombre fue cambiado al actual Mytishchi en honor a la ciudad de la óblast de Moscú, Mytishchi. Igualmente, varios buques en construcción del proyecto 22800 fueron renombrados de nombre meteorológicos a nombres toponímicos.

## Diseño
Los barcos de la clase tienen una superestructura de contorno sigiloso con un mástil integrado que lleva cuatro paneles de antenas en fase. El armamento principal consiste en misiles de crucero Kalibr o misiles anticrucero supersónicos P-800 Ónix transportados en ocho cámaras VLS UKSK en la parte trasera de la superestructura, detrás del puente.
Aunque originalmente se planeó que el arma principal fuese un cañón automático de doble propósito AK-176MA de 76,2 mm, una versión modernizada del AK-176 soviético, en la Mytishchi instaló el A-190 de 100 mm.
Mytishchi y también la segunda corbeta de la clase, Sovetsk, no llevan armas antiaéreas especializadas, en lugar de las cuales se planea utilizar dos sistemas CIWS de los modelos AK-630M. A partir de la tercera nave, se decidió utilizar el sistema de misiles antiaéreos Pantsir-M que se instalará en el RTO.
El buque utiliza un desplazamiento proporcionado por tres motores diésel M-507D-1 y tres generadores diésel DGAS-315 de fabricación rusa.

## Historial
La construcción de la corbeta Uragan comenzó el 24 de diciembre de 2015, fecha de su puesta de quilla. El 29 de julio de 2017 fue botada. En mayo de 2018, la ya renombrada Mysishchi tuvo pruebas de alta mar en el lago de Ládoga y el mar Báltico. En julio de 2018 tomó parte en el desfile por el día de la Armada en San Petersburgo. El 16 de octubre de 2018, la Mysishchi fue enviada a hacer pruebas en el mar Blanco y finalmente entró en servicio el 17 de diciembre de 2018, siendo asignada a la Flota del Báltico de la Armada de Rusia.
Entre los días 25 y 30 de junio de 2019 participó en el Foro Internacional Militar y Técnico Ejército-2019, conocido como «EJÉRCITO-2019» (en ruso: Армия-2019) celebrado en la ciudad rusa de Kronstadt. El mes siguiente, entre los días 10 y 14 de julio, participó en la Feria Internacional de Defensa Marítima de San Petersburgo. El 28 de julio participó en el Desfile por el Día de la Armada en San Petersburgo. Del 1 al 9 de agosto, participó en el ejercicio Escudo del Océano 2019 (en ruso: Океанский щит — 2019).
En abril de 2020 tomó parte en unos ejercicios navales de la flota del Báltico en el que se simuló un ataque aéreo masivo junto a ataques electrónicos, una de las finalidades de la corbeta. En este ejercicio formó parte de una escuadra en la que también se encontraban dos corbetas Clase Steregushchiy (Soobrazitelny y Stoykiy), la Sovetsk de su misma clase, dos corbetas clase Nanuchka III (Liven y Passat), así como dos corbetas clase Tarantul III (Morshansk y R-257).